# Strawberry Weed
Strawberry Weed è il quinto album in studio del gruppo rock svedese Caesars, pubblicato nel 2008.

## Tracce
CD 1
1. Fools Parade – 3:49
2. Waking Up – 3:41
3. She's Getting High – 3:25
4. Boo Boo Goo Goo – 3:51
5. Tough Luck – 2:51
6. Turn It Off – 2:22
7. You're Next – 3:01
8. In My Mind – 3:09
9. Crystal – 2:46
10. Every Road Leads Home – 1:22
11. Strawberry Weed – 4:06
12. Solina – 2:59

CD 2
1. New Breed – 3:26
2. Stuck with You – 2:57
3. Down Down Down – 2:38
4. No Tomorrow – 3:53
5. In Orbit – 3:20
6. Easy Star – 3:00
7. Up All Night – 2:45
8. Happy Happy – 0:56
9. Run No More – 3:27
10. Watching the Moon – 3:14
11. New Years Day – 3:48
12. You Nailed Me – 4:01

## Formazione
- César Vidal – voce, chitarra
- Ebbot Lundberg – cori, percussioni
- David Lindqvist – basso
- Nino Keller – batteria, voce, tastiere
- Joakim Åhlund – chitarra, voce